# Stiftisches Humanistisches Gymnasium Mönchengladbach

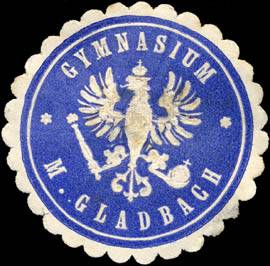
Siegelmarke Gymnasium – M. Gladbach

Das Stiftische Humanistische Gymnasium Mönchengladbach (umgangssprachlich „Huma“ genannt) ist unter heutigem Namen Ende April 1877 eröffnet worden. Es ist ein städtisches Gymnasium mit Sekundarstufe 1 und 2.

## Geschichte
Nachdem erstmals 1315 eine Schulungseinrichtung der Abtei Gladbach erwähnt wurde, die auch in Folgezeit gelegentlich nachweisbar ist, wird 1618 urkundlich erstmals von einer Lateinschule berichtet. Unter napoleonischer Herrschaft wurde im Zuge der Säkularisation  das Kloster mit seiner Schule geschlossen und 1806 als école latine et française wiederbegründet.  Zwischen 1828 und 1829 musste die Schule aufgrund von finanziellen Schwierigkeiten geschlossen werden, konnte durch eine Spende des Bürgermeisters jedoch bald wieder geöffnet werden. In den Folgejahren hatte die Schule teilweise den Status eines Progymnasiums.
Nach Änderungen in der Schullandschaft der Stadt kam es 1877 zur Gründung des Stiftischen Humanistischen Gymnasiums Gladbach. Unterrichtet wurde in zwei Gebäuden, am Fliescherberg und an der Lüpertzenderstraße. Auf Um- und Erweiterungsbauten 1892 und 1926/27 folgte im Zweiten Weltkrieg die Zerstörung der Schulgebäude. Das Gebäude Fliescherberg konnte 1948 wieder genutzt werden.
1977 wurde ein Neubau der Schule am Standort Abteiberg genehmigt – daraufhin erfolgte der Umzug der Schulgemeinde in das Gebäude am nahen Berggarten, in dem heute die Volkshochschule untergebracht ist. Der Neubau konnte 1981 begonnen werden, der Einzug in den Neubau fand am 13. August 1984 statt.
Die Schule beging im Sommer des Jahres 2002 ihre 125-Jahr-Feier.
Liste der Schulleiter:
- 1829–1841: Wilhelm Schmitz
- 1841–1874: Johannes Wilhelm Hoeges
- 1874–1878: Wilhelm Hoerling (interimistisch)
- 1878–1906: Ernst Schweikert
- 1907–1910: Max Siebourg
- 1910–1911: Peter Eschbach
- 1912–1924: Wilhelm Schurz (Bruder von Carl Schurz)
- 1924–1925: Albert Werth
- 1925–1942: Wilhelm Giesing (1938 beurlaubt)
- 1938–1939: Oskar Thermann
- 1946–1950: Heinrich Heckschen
- 1950–1955: Gottfried Rick
- 1955–1965: Josef Brüser
- 1965–1987: Theodor Bolzenius
- 1987–1994: Antje Hellwig
- 1994–2006: Bodo Assert
- 2006–2016: Heinz-Theo Jacobs
- seit 2016: Thomas Hollkott

## Organisation
Das Gymnasium besuchen etwa 900 Schüler. Sie werden von 58 Lehrerinnen und Lehrern unterrichtet.

### Besonderheiten
Bis zum Jahre 1970 war Latein alleinige erste Fremdsprache, was auf den humanistischen Charakter der Schule zurückzuführen ist. Englisch etablierte sich jedoch schnell und auch Französisch wurde später in das Angebot aufgenommen. Bis 1999 musste die zweite Fremdsprache jedoch Latein sein, wenn mit Englisch begonnen wurde. Die humanistische Prägung macht sich auch im Angebot der Geisteswissenschaften bemerkbar, praktische Philosophie wurde früh aufgenommen.

### Schulbibliothek
Die Schulbibliothek enthält über 30.000 Bände und geht auf die Bestände der vorangegangenen Schulen am Abteiberg zurück. Die Schulbibliothek ist eine der ältesten in Nordrhein-Westfalen, sie konnte vor der Zerstörung im Zweiten Weltkrieg bewahrt werden. Wertvolle Bücher, die verschiedenen Fachbereichen zugeordnet sind, sind den Schülern so zugänglich.

## Schulaustausch
Das Stiftisch-Humanistische Gymnasium hat einige, mittlerweile schon traditionelle, Kontakte in aller Welt geknüpft:

### Niederlande
Jährlich findet mit dem Bishopelijk College Weert (Weert, Niederlande) ein eintägiger Austausch statt. Schüler des „Huma“ besuchen die Schule in Weert und eine Woche später kommen die niederländischen Partner zu einem Gedankenaustausch nach Mönchengladbach.

### Frankreich
Mit einer Schule in Orléans findet für die achten Klassen ein einwöchiger Austausch statt, in dem die Kenntnisse der französischen Sprache und Kultur vertieft werden können. Vor 1998 bestand eine Verbindung mit dem Lycée Maxence van der Meersch in der nordfranzösischen Stadt Roubaix.
Wie auch der Kontakt mit Schülern aus Weert, zielt dieser Austausch besonders auf das Bild der Schule im europäischen Zusammenhalt.

### USA
Auch außerhalb von Europa bestehen jedoch Partnerschaften:
Für Schüler der zehnten oder elften Klasse besteht die Möglichkeit eines dreiwöchigen USA-Aufenthaltes. Dabei besteht ein Kontakt mit der Titusville High School in Florida, der auch Exkursionen in den US-Bundesstaat Georgia einschließt.

## Persönlichkeiten
In der NS-Zeit musste der jüdische Primaner Alfred Katzenstein die Schule vor seinem Abitur verlassen.

### Abiturienten
- Viktor Achter (1923)
- Alexander Arnz
- Paul Gerhard Aring (5. Juni 1946)
- Klaus Bayer
- Volker Büdts (1991)
- Claus-Dieter Clausen (1957)
- Reinhold Ewald (1975)
- Wolfgang Feinendegen
- Joseph Paul Franken
- Theo Hespers
- Ansgar Heveling (1982)
- Jochen Hild
- Hans Huchzermeyer (1959)
- Paul Jansen
- Hans Jonas (1921)
- Robert Klauser (1885)
- Johannes Kramer (1966)
- Hans Leifhelm (1911)
- Walter Moers
- August Müller
- Viktor Muckel (1923)
- Hans Neuenfels
- Peter Nonnenmühlen (1887)
- Jürgen Pelzer (1967)
- Ernst Alfred Philippson (1918)
- Rolf Martin Schmitz (1976)
- Ludwig Schmitz-Kallenberg
- Hans-Karl Siebigs
- Frank Siegmund (1975)
- Christof Siemes
- Eckart Spoo (1956)
- Friedrich-Wilhelm Tebbe
- Albert Viethen (1916)
- Klaus Wallrath (1977)
- Hans Emil Weber (1891)
- Alfred Wendehorst (1946)
- Çağdaş Yüksel
- Karl Hermann Zipp (1894)
- Stefan Heyer

### Lehrkräfte
- Theodor Bolzenius
- Helmut Huchzermeyer
- Max Siebourg
- Heinz Vogel